# Усиньш
Усиньш (латыш. Ūsiņš) — в мифологии латышей покровитель лошадей.

## Этимология
По мнению В. Н. Топорова, его имя произошло от литовского корня aus-. Этот корень встречается в таких словах, как aust (расцветать), austra (заря), austrums (восток). Он сопоставляет Усиньша с русским Авсенем-Усенем, считая, что у них единое происхождение, а также с такими богами, как римская Аврора, древнегреческая Эос, древнеиндийская Ушас и др..
В. Блажек сопоставляет это слово с именем ведийского персонажа др.-инд. Auśijá-, связанного со всадниками-близнецами Ашвинами, а также пчёлами и мёдом.

## Почитание
Это божество почиталось предками литовцев и латышей. Усиньш считается покровителем лошадей, например, в 1600 году о нём упомянул иезуит Стрибинг, назвав его «богом лошадей», а в 1725 году в одной из книг его назвали «господином лошадей». Усиньш носит это название потому, что по преданиям он выращивает хороших лошадей, следит за ними, выгоняет на пастбище, открывает загон, охраняет их и т. д. Иногда Усиньш неотличим от лошади, например, известны восклицания «Ах, Усиньш!», «Ой, Усиньш коней!» и т. п. Так говорили только об лучших конях.
Усиньшу преподносили жертвы: два хлеба и кусок жира бросали в огонь. Также ему был посвящён отдельный день, обычно совпадавший с Юрьевым днём.

## Происхождение
В мифах об Усиньше говорится, что он — сын бога Диеваса (небо), у него есть два сына-близнеца; одного из них он посылает в ночное, а другого — в поле с сохою. Усиньш возрождается каждую весну на холме. Он также связан с огнём и считается его «зажигателем», «хранителем», а также с «утренними» птицами: жаворонком, петухом, куликом. Он и солнце часто появляются в одних и тех же мифах и ситуациях. Его два сына-близнеца свидетельствуют о том, что ранее Усиньш почитался как пара коней, сопоставимая с парными коньками крыши, с конями, вырезанными на коньках и т. п. Всё это говорит о его прямой связи с близнечными, цикличными и солярными мифами.